# Simon Karlsson Adjei
Simon Emanuel Karlsson Adjei (10 novembre 1993) è un calciatore svedese, attaccante dell'Husqvarna.

## Carriera
Nato in Svezia da padre ghanese e madre svedese, inizia la propria carriera con l'Husqvarna in Division 2; tra il 2013 e il 2014 viene prestato rispettivamente a Råslätts SK e Tenhults IF sempre nella quarta divisione svedese, prima di disputare un'ulteriore annata nel 2015 con l'Husqvarna che nel frattempo era salito in terza serie.
Nel 2016 si trasferisce all'Aurora FC in Canada, dove realizza 19 reti in altrettanti match di League1 Ontario prima di fare ritorno in patria. Negli anni seguenti gioca due stagioni nell'Assyriska IK (con cui si laurea capocannoniere sia della Division 2 Östra Götaland 2018 con 30 reti in 25 partite, che della Ettan Södra 2020 con 25 reti in 29 partite).
Queste due stagiorni vengono intervallate da un ritorno in Canada, allo York9.
Nel novembre 2020 firma con il Varberg un contratto triennale valido dal gennaio seguente, e l'11 aprile 2021 debutta in Allsvenskan giocando il match pareggiato 0-0 contro il Mjällby. Contribuisce al raggiungimento della salvezza con 4 gol all'attivo, partendo tuttavia più spesso dalla panchina (14 presenze da subentrante) rispetto che titolare (10 presenze dal primo minuto). L'anno seguente trova ancora meno spazio totalizzando una rete in sole 7 presenze, tutte collezionate nei primi due mesi del campionato, per poi finire in tribuna per il resto della stagione.
In vista dell'annata 2023 rescinde con il Varberg e sigla un contratto annuale con l'AFC Eskilstuna, squadra militante nella seconda serie nazionale.

## Statistiche

### Presenze e reti nei club
Statistiche aggiornate al 5 dicembre 2021.
| Stagione        | Squadra         | Campionato      | Campionato | Campionato | Coppe nazionali | Coppe nazionali | Coppe nazionali | Coppe continentali | Coppe continentali | Coppe continentali | Altre coppe | Altre coppe | Altre coppe | Totale | Totale |
| Stagione        | Squadra         | Comp            | Pres       | Reti       | Comp            | Pres            | Reti            | Comp               | Pres               | Reti               | Comp        | Pres        | Reti        | Pres   | Reti   |
| --------------- | --------------- | --------------- | ---------- | ---------- | --------------- | --------------- | --------------- | ------------------ | ------------------ | ------------------ | ----------- | ----------- | ----------- | ------ | ------ |
| 2012            | Husqvarna       | D2              | 16         | 8          | CS              | 0               | 0               |                    | -                  | -                  |             | -           | -           | 16     | 8      |
| 2013            | Husqvarna       | D1              | 0          | 0          | CS              | 1               | 0               |                    | -                  | -                  |             | -           | -           | 1      | 0      |
| 2013            | Råslätts SK     | D2              | 8          | 2          | CS              | 0               | 0               |                    | -                  | -                  |             | -           | -           | 8      | 2      |
| 2014            | Tenhults IF     | D2              | 22         | 13         | CS              | 0               | 0               |                    | -                  | -                  |             | -           | -           | 22     | 13     |
| 2015            | Husqvarna       | D1              | 25         | 8          | CS              | 2               | 3               |                    | -                  | -                  |             | -           | -           | 27     | 11     |
| 2016            | Aurora United   | L1O             | 19         | 19         | CC              | 0               | 0               |                    | -                  | -                  |             | -           | -           | 19     | 19     |
| 2018            | Assyriska IK    | D2              | 25         | 30         | CS              | 1               | 0               |                    | -                  | -                  |             | -           | -           | 26     | 30     |
| 2019            | York9           | CPL             | 24         | 7          | CC              | 6               | 1               |                    | -                  | -                  |             | -           | -           | 30     | 8      |
| 2020            | Assyriska IK    | D1              | 29         | 25         | CS              | 0               | 0               |                    | -                  | -                  |             | -           | -           | 29     | 25     |
| 2021            | Varberg         | A               | 25         | 4          | CS              | 1               | 1               |                    | -                  | -                  |             | -           | -           | 26     | 5      |
| Totale carriera | Totale carriera | Totale carriera | 193        | 116        |                 | 11              | 4               |                    | -                  | -                  |             | -           | -           | 204    | 120    |

## Palmarès

### Club

#### Competizioni nazionali
- Division 2: 1

Husqvarna: 2012
- Division 1: 1

Husqvarna: 2013 (Södra)